# Hafslo kommun
Hafslo kommun (norska: Hafslo kommune) var en kommun i Sogn og Fjordane fylke i västra Norge. Kommunen omfattade den sydvästra delen av nuvarande Lusters kommun. Tätorten Hafslo utgjorde kommunens centralort.

## Administrativ historik
Hafslo kommun upprättades den 1 januari 1838 (som Hafsloe formannskapsdistrikt) när Formannskapslovene från 1837 trädde i kraft.
Den 1 januari 1963 gick kommunen, tillsammans med Jostedals kommun, upp i  Lusters kommun. Kommunens hade då 2 384 invånare.